# خورسنج

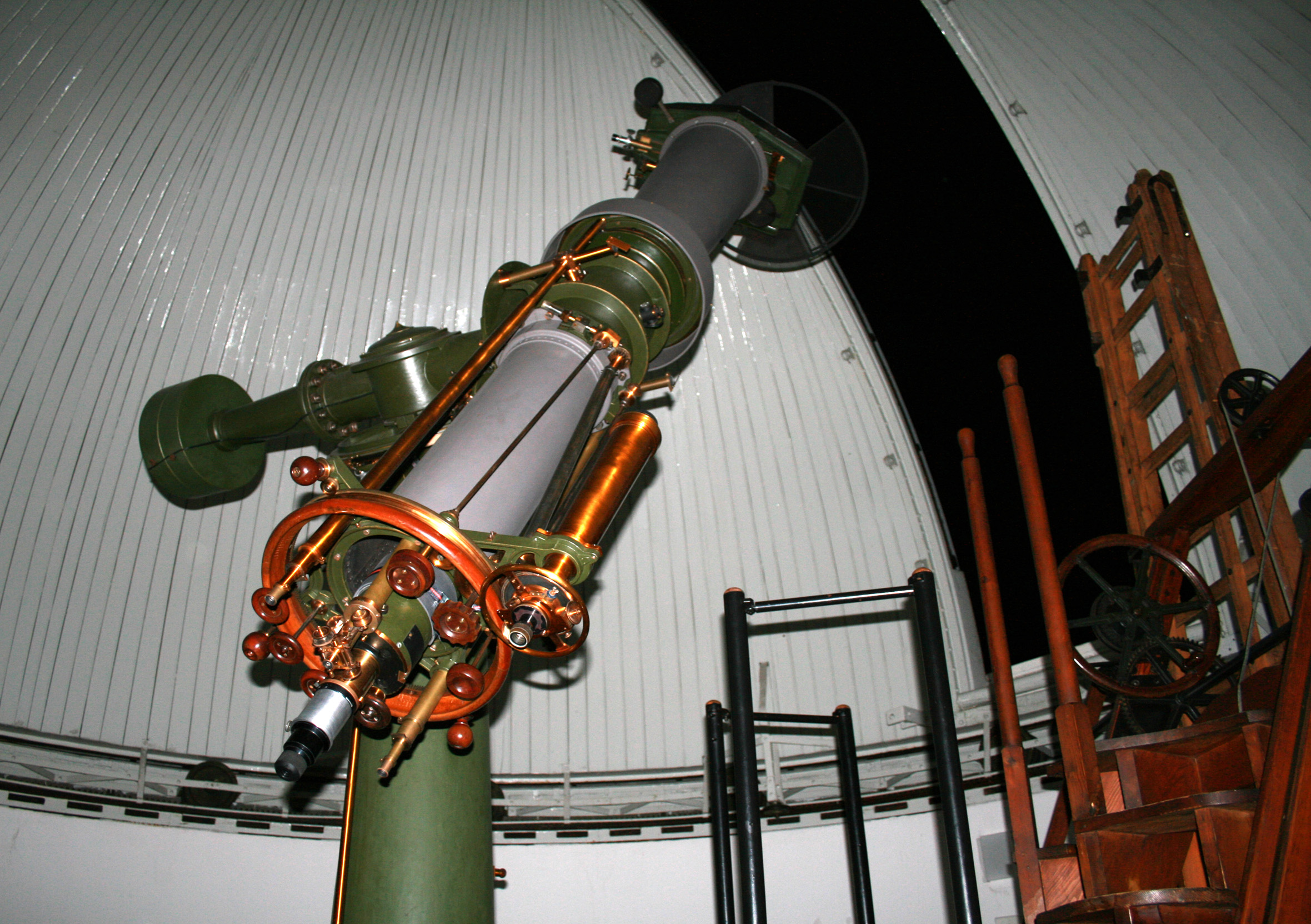
خورسنج در رصدخانه کافنر (وین، اتریش)

خورسنج (انگلیسی: Heliometer) ابزاری است که در اصل برای اندازه‌گیری تغییر قطر خورشید در فصل‌های مختلف سال طراحی شده است، اما امروزه شکل مدرن این ابزار به‌کار می‌رود که قابلیت استفاده بسیار گستردتری را دارد.

## ویژگی‌ها

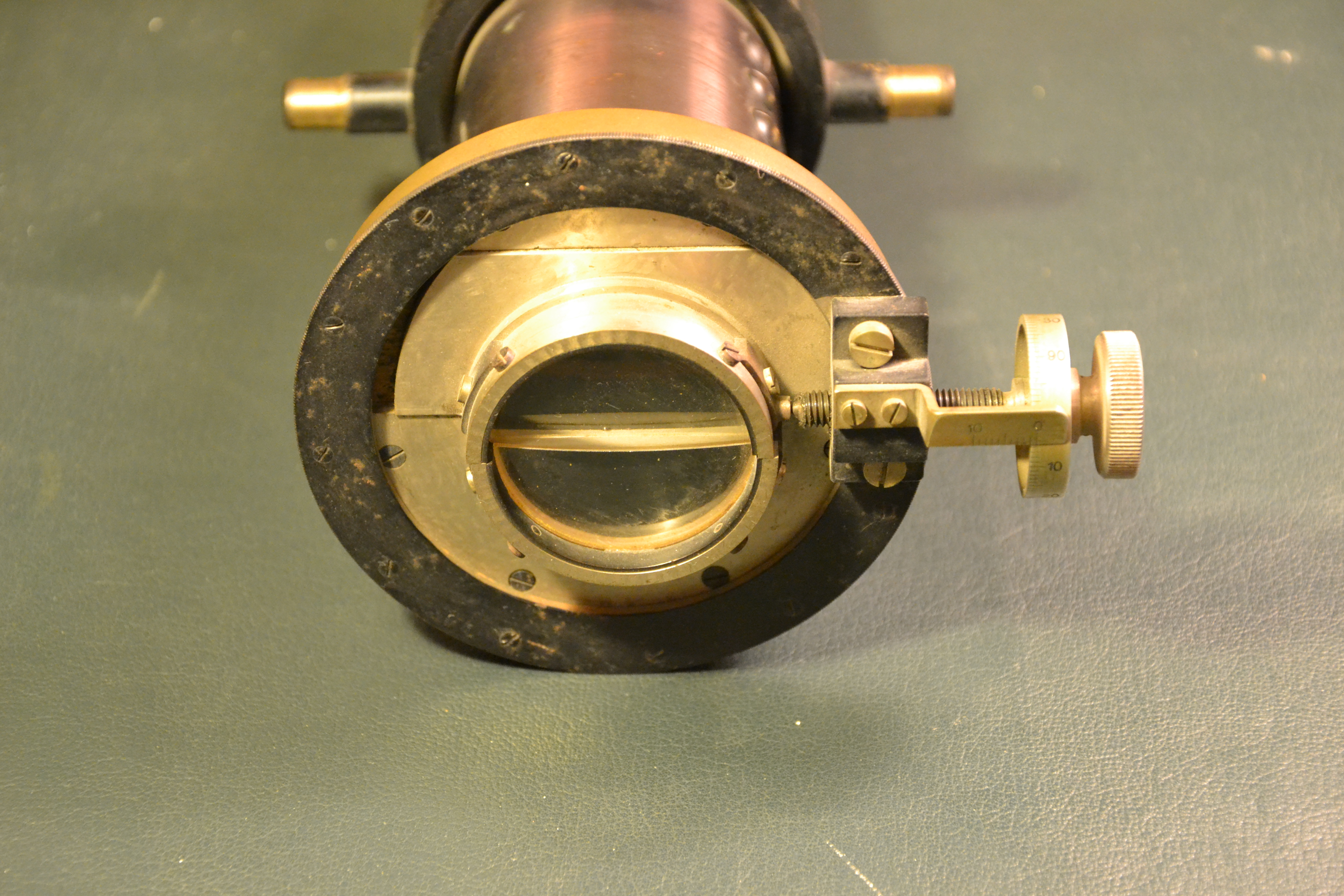
خورسنج ساخته‌شده توسط کارل بامبرگ، برلین، حدود سال‌های ۱۸۸۰ تا ۱۸۹۰. قطر لنز ۴٫۲ سانتی‌متر است.

مفهوم اصلی خورسنج این است که یک عنصر تقسیم‌شده را به مسیر نوری تلسکوپ وارد کنیم تا یک تصویر دوگانه تولید شود. اگر یک عنصر با استفاده از میکرومتر پیچی جابجا شود، اندازه‌گیری زاویه دقیق را می‌توان انجام داد. ساده‌ترین ترتیب این است که عدسی شیئی به دو نیم تقسیم شده و با یک‌نیمه ثابت و دیگری به پیچ میکرومتر وصل شده و در طول قطر برش می‌لغزد. برای اندازه‌گیری قطر خورشید، به عنوان مثال، ابتدا میکرومتر طوری تنظیم می‌شود که دو تصویر از قرص خورشیدی منطبق شوند (موقعیت «صفر» که در آن عناصر تقسیم شده اساساً یک عنصر واحد را تشکیل می‌دهند). سپس میکرومتر طوری تنظیم می‌شود که طرف‌های متضاد دو تصویر قرص خورشیدی فقط یکدیگر را لمس کنند. تفاوت در دو قرائت میکرومتری که به این ترتیب به‌دست می‌آید، قطر (زاویه‌ای) خورشید است. به‌طور مشابه، یک اندازه‌گیری دقیق از جدایی ظاهری بین دو ستاره نزدیک A و B، ابتدا با قرار دادن دو تصویر از ستاره‌ها و سپس تنظیم تصویر دوگانه ساخته می‌شود، به طوری که ستاره A در یک تصویر با ستاره B در تصویر دیگر منطبق است. تفاوت در دو قرائت میکرومتر به دست آمده در جدایی ظاهری یا فاصله زاویه ای بین دو ستاره است.